# Lime (banda)
Lime fue un grupo canadiense de música electrónica, Hi-NRG y música disco, formado a principios de la década de los años 80.
Los fundadores fueron Denis LePage, en la parte musical, y su esposa Denyse LePage, como cantante. Entre 1982 y 1983, la parte escénica fue hecha por Joy Morris y Chris March.

## Carrera musical
Alcanzaron la fama con canciones como Your Love (1981), Babe, We’re Gonna Love Tonight (1982), Guilty (1983), Angel Eyes (1983), Unexpected Lovers (1985). El tema Your Love fue incluido en la película estadounidense de 1982 Un amor de verano.
Al inicio de su carrera, el grupo lanzó un sencillo instrumental llamado The Break, con el nombre Kat Mandu. El sencillo fue un éxito y alcanzó el puesto número 3 en la lista de música disco. La cantante Denyse también escribió y cantó en el disco Dancin' the Night Away. Había rumores de que Denis y Denyse eran de hecho una persona, Denis Lepage, que hizo ambas voces, una voz profunda de Denis y una voz de falsete tipo de Denyse.[cita requerida]
La banda se desvaneció de su popularidad en la década de los años 90. Denis Lepage se aseguró todos los derechos de los temas clásicos de Lime antes de lanzar un nuevo álbum, Love Fury, en 2002.
En 1989 Denis y Denyse LePage se divorciaron. Entonces Denis Lepage se asoció con varios vocalistas (Amber Star Chaboyer, Benedicto Ouiment, Chubby Tavares, Julie Courchesne, Marie-Pierre Vaillancourt y Maria Lassard) para el proyecto Lime, aparentemente definitivo.
Tiempo después, se eligió a dos cantantes más jóvenes, Joy Dorris y Chris Marsh (este último sería reemplazado después por Rob Hubertz).
Joy Dorris y Rob Hubertz continuaron con el proyecto, mientras que Denis Lepage, de la banda Lime original, continuó presentándose como el artista transexual Nini Nobless.
Denis LePage murió de cáncer el 21 de agosto de 2023, a la edad de 74 años.

## Legado
Lime tuvo bastante éxito en Canadá, Estados Unidos, Francia y el resto de Europa, situando algunas canciones en los primeros puestos, y una sensación en las discotecas de la época. En Hispanoamérica se consideran abanderados del movimiento Hi-NRG, y su carrera fue seguida muy de cerca por miles de seguidores.

## Álbumes
- Your Love (1981)
- Lime II (1982)
- Lime 3 (1983)
- Sensual Sensation (1984)
- The Greatest Hits (1985)
- Unexpected Lovers (1985)
- Take The Love (1986)
- A Brand New Day (1988)
- Caroline (1991)
- Stillness Of The Night (1998)
- Love Fury (2002)